# Tinăud, Bihor
Tinăud (în maghiară Tinód) este o localitate componentă a orașului Aleșd din județul Bihor, Crișana, România.

## Atestare documentară
Documentul legislativ dintre anii 1208-1235, Registrul de la Oradea oferă prima atestare a localității Tinăud la 1219 (villa Tinod) când este menționat “Pristavul Azaria din satul Tinăud”. Este amintit într-un proces verbal: “Senk din satul Păniceni a învinuit pe Texa, Erdeu, Biza, Cesar și Salat din celălalt sat cu numele Obonik, pentru patru mărci, judecător fiind comitele Benedict, iar pristav Azaria din satul Tinăud. Purtând fierul, susnumitul Senk s-a desvinovățit.”
O altă atestare documentară sigură a Tinăudului este din 1406 sub denumirea de Thynod, fiind între satele românești ale domeniului cetății Șinteu. De altfel, timp de mai multe secole, destinul satului s-a împletit cu cel al acestui renumit castel, atestat documentar începând din 1306, în veacurile XV-XVI fiind centrul fortificat al unui întins domeniu feudal stăpânit de nobili români și unguri.
De la prima sa atestare documentară din 1219- Villa Tinod, localitatea Tinăud a avut mai multe denumiri în funcție de limba sau etnia emitenților documentelor: 1406-Possesio Volahalis Thynod; 1466- Thynold; 1672-Tinod; 1679-Tinăud; 1682, 1688- Chinăud, 1851-Tinod. În secolul al XVII-lea, în manuscrisele sale în limba română, Popa Pătru din partea locului, folosește atât denumirea de Tinăud cât și aceea de Chinăud. În limba maghiară “Tino” înseamnă vită iar litera “d” reprezintă un diminutiv. Bătrânii satului, încercând să explice etimologia numelui localității ne încredințează că el înseamnă “Tină udă”, deoarece apa ploilor scurgându-se de pe dealurile din apropiere, stagna în vatra veche a așezării, locul fiind astfel veșnic ud sau umed (informații obținute de la regretatul prof. univ. Liviu Borcea, în 2001)

## Istoric
- În secolul al XVII-lea regiunea a intrat în Pașalâcul de Oradea, fiind în apropierea graniței cu Principatul Autonom al Transilvaniei. Din 1699 și până în 1918 teritoriul localității a făcut parte din Imperiul Habsburgic. În această perioadă, localitatea Tinăud a aparținut, pe rând, Fiscului între 1712-1713 și apoi unor familii nobiliare (în 1719 era stăpânită de contele George Banffy), iar spre mijlocul secolului a fost din nou inclusă domeniului fiscal al comitatului Bihor, cu centrul la Aleșd. Potrivit informațiilor extrase din cartea preotului Ovidiu Bocșan, în anul 1694, existau înregistrate în sat 19 familii, în frunte cu judele Andreiaș Buzaș.
- În 1848 locuitorii satului Tinăud au participat,  prin intermediul preoților ortodocși, la  răscoala iobagilor din Transilvania, care luptau pentru dreptate socială și națională. Viața politică a românilor din Crișana era strâns legată de hotărârile Dietei maghiare, care din 1848 și-a deschis un sediu și în Transilvania, la Cluj.
- În anul 1890 regele Franz Ferdinand a făcut o vizită în Transilvania, ocazie cu care și preotul din Tinăud, Georgiu Morărescu, a fost invitat să participe alături de ceilalți credincioși pe data de 10 septembrie la întâmpinarea regelui, dovadă că satul Tinăud se bucura de  prestigiu  prin biserica ortodoxă.
- Localitatea Tinăud prezenta la sfârșitul secolului al XIX-lea – începutul secolului al XX-lea tabloul unei sărăcii cronice care genera mânie și revoltă. Întreaga vale a Crișului Repede era “o vale a plângerii” sau  “țara grofilor”. În acea perioadă Tinăudul făcea parte din domeniul contelui Edmund Zichy, care stăpânea în părțile Aleșdului, în 13 comune, o suprafață de 35 222 iugăre.
- 24 aprilie 1904 a izbucnit o răscoală la Aleșd, la care au participat   3-4 mii de români înarmați cu bâte. Autoritățile au adus un pluton de jandarmi precum și o companie de husari sub comanda căpitanului Nedeczky Ferenc. Jandarmii au deschis focul asupra răsculaților provocând un masacru. În acest masacru au fost uciși și doi locuitori din satul Tinăud, participanți la răscoală, Faur Ioan și Sabău Ioan, iar rănit grav și apoi infirm toată viața a fost Gheorghe Țap. De asemenea a fost arestat și Butuc Pavel.
- Izbucnirea Primului Război Mondial, prăbușirea Imperiului Austro-Ungar și avântul mișcării naționale pentru eliberarea teritoriilor românești de sub dominație străină a dus, la sfârșitul anului 1918, la o efervescență revoluționară și în satele depresiunii Vad-Borod. S-au constituit Consilii Naționale Românești care să preia puterea locală din mâna autorităților și gărzi naționale românești care să asigure din punct de vedere militar succesul acestei acțiuni.   În Aleșd, din inițiativă proprie, sublocotenentul Ioan Sfârlea a înființat consilii și gărzi naționale române, în comunele românești aparținătoare plasei Aleșd. Chiar dacă localitatea Tinăud nu a avut un delegat special la Marea Adunare de la Alba Iulia din 1918, ea a fost reprezentată de către președintele Consiliului Național Român din plasa Aleșd, Ioan Sfârlea.  Reprezentanți ai satului Tinăud în Consiliul Național Român, din cercul Aleșd, au fost Halmagan și Mihai Faur. Într-un protocol din 8 decembrie 1918 s-a decis ca cei doi, împreună cu fruntașii satului, să-i organizeze pe locuitori și să le explice ”însemnătatea și trebuința ținerii adunării naționale” a cercului Aleșd, din data de 15 decembrie 1918. Mihai Faur era menționat și ca un orator al preconizatei adunări.În data de 15 decembrie 1918 s-a făcut o mare adunare națională la Aleșd, la care au participat și reprezentanții Tinăudului, adunare la care s-a exprimat hotărârea românilor din zonă de a se uni cu Vechiul Regat (într-o telegramă adresată Consiliului Dirigent din Sibiu.)  La ședința comună a Consiliului Național Român din plasa Aleșd, în 23 ianuarie 1919, este menționat ca participant și primarul Ioan Bogdan din Tinăud.
- În perioada de după Unire a început modernizarea satului Tinăud, șoseaua națională fiind asfaltată între 1940-1941. Moara din sat s-a modernizat devenind moară cu valțuri în 1942. În 1962 moara cu palete și-a încetat activitatea. În clădirea ei, mult transformată, a funcționat o secție de dărăcit lână și răsucit bumbac aparținătoare Cooperativei “1 mai” din Aleșd.
- În 1940 s-a construit șoseaua care leagă Tinăudul de Ortiteag, de către armata română, brigada de pioneri, vânători de munte care s-a numit șoseaua ,,Vânătorilor de munte”, iar podul mare de peste Criș s-a numit podul ,,Gen. Bălănescu” .   Agravarea situației politice europene, presiunile statelor fasciste de revizuire a granițelor și situația politică internă a României, a condus la nefastul Dictat de la Viena din 30 august 1940, care a afectat și satul Tinăud, acesta fiind cedat Ungariei împreună cu nord-vestul țării. A început o perioadă grea pentru populația românească din Tinăud, școala românească fiind practic desființată deoarece limba de predare a devenit maghiara, chiar dacă satul Tinăud era majoritar românesc. Populația era persecutată și au avut loc trimiteri forțate pe front. La toate acestea s-au adăugat rechizițiile pentru armată și front, care au contribuit mult la sărăcirea populației din zonă, Tinăudul fiind unul dintre satele care au dus greul muncilor forestiere în această perioadă.
- În timpul celui de-al Doilea Război Mondial, puținii evrei care mai erau în Tinăud, dar care aveau o sinagogă a lor și erau înstăriți, ocupându-se cu negoțul, au reușit să părăsească localitatea cu ajutorul sătenilor, înainte de a fi prinși de autoritățile horthyste. Evoluția frontului, victoria loviturii de stat din 23 august 1944 au făcut ca autoritățile horthyste să se retragă până la sfârșitul lunii septembrie 1944. La 10 septembrie 1944 satul Tinăud a fost evacuat la Burumlaca, în sat rămânând doar 7 familii, cea mai mare parte a locuitorilor s-au refugiat în pădure iar restul au luat drumul spre Burumlaca. Această situație a durat 10 zile deoarece, după intervențiile învățătorului Zany Andor, care era ofițer, toți locuitorii s-au putut întoarce în sat.  La 11 octombrie 1944, la ora 10, Armata Roșie a intrat în sat și au început astfel toate ororile săvârșite de armatele sovietice cu trecere și staționare în Tinăud, în tot cursul anului 1944 și 1945. Locuitorii mai în vârstă ai satului Tinăud povestesc cu groază de acele vremuri când sovieticii au năvălit în zonă. Femeile și copiii erau nevoiți să se refugieze, fie în pădure (în cabana lui Mocanu), fie pe la rudele din satele învecinate, dar mai ferite din calea rușilor decât Tinăudul, de exemplu Ortiteagul.  Armata rusă năvălea în casele oamenilor pentru a lua tot ce era bun de mâncat (porci, vaci, păsări, alimente, băuturi) dar urmăreau și să abuzeze de femei, indiferent de vârstă. Bărbații care se opuneau erau aspru pedepsiți, chiar omorâți. De exemplu, Gheorghiaș Alexandru (Găvrila Șandor), care dorind să-și apere soția de soldații ruși, a fost împușcat mortal de unul dintre ei.  Armata rusă și-a stabilit tabăra în imediata apropiere a Crișului Repede, în hotarul satului Tinăud, zona fiind apărată cu sârmă ghimpată, administrația militară sovietică funcționând până la 12 martie 1945
- Soarta locuitorilor României, și ai Tinăudului implicit, s-a schimbat   prin abdicarea forțată a regelui Mihai I la 30 decembrie 1947. Venirea comuniștilor la putere a generat panică între locuitorii satului Tinăud, țăranii fiind obligați să predea statului cote obligatorii de produse agricole la un preț foarte mic. În urma Plenarei CC a PMR din 3-5 martie 1949, prin care s-a pus bazele formării în agricultură de gospodării colective, în fosta plasă Aleșd, au luat ființă în perioada imediat următoare, două G.A.C, una în Lugașul de Sus și alta în Hotar. Până în 1962, locuitorii satului Tinăud nu au fost obligați să se înscrie în aceste G.A.C, puțini dintre ei intrând în aceste ,, tovărășii” cu suprafețe mici de pământ.  Dar din toamna anului 1961 și până în primăvara anului 1962, țăranii din Tinăud au fost supuși unor presiuni inimaginabile pentru a se înscrie în G.A.C., devenite mai târziu C.A.P-uri. Echipe conduse de activiști ai C.C. al partidului unic și ai Comitetului Regional de partid au colindat satul, obligându-i pe locuitori să se înscrie în colectiv, prin presiuni psihice mai mult decât fizice (erau amenințați cu concedierea, cu închisoarea, eliminarea din școli a copiilor etc.).   Reprezentanții statului mergeau cu foi gata completate, pe care țăranii erau puși să le semneze, înscriindu-se astfel, fără voie, în G.A.C., cu diferite suprafețe de arabil, fânețe și vie. Un caz aparte îl constituie refuzul țăranului Bradea Ioan (Nuțu Cuzli) de a se înscrie în C.A.P-ul din Aleșd. Interesant este faptul că acesta nu a fost persecutat și obligat să devină membru C.A.P., așa cum s-a întâmplat în alte sate. Probabil că avea prieteni influenți sau, o altă explicație ar fi faptul că pământul deținut de acesta era situat la marginea satului, nefiind așa fertil. În perioada colectivizării, chiaburimea a dus o viață mult mai grea decât cea a țărănimii sărace. În satul Tinăud, singurul țăran declarat ,,chiabur” a fost Gheorghiaș Petru. Acesta a ajuns într-o stare jalnică, fiind întreținut de rude, deoarece tot grâul îi era confiscat și nu mai avea cu ce să își plătească cotele.
- Politica de demolare a satelor i-a îngrijorat și pe locuitorii satului Tinăud, care au scăpat de această amenințare doar datorită izbucnirii revoluției din 1989.   Între 15 și 22 decembrie 1989, orașul Aleșd era în fierbere. Locuitorii satului Tinăud au participat și ei la demonstrațiile de pe străzile Aleșdului, din 22 decembrie, scandând lozinci precum: ,, Jos Ceaușescu!”,  ,,Jos comunismul!”,  ,,Ieri în Timișoara/ Azi în toată țara!” etc.   La aflarea veștii că cei doi dictatori au fugit, demonstranții și foarte mulți cetățeni, s-au adunat în fața Bisericii Ortodoxe din centrul orașului. În jurul orei 13, în fața mulțimii, adunată la Monumentul din Piața Unirii, au vorbit preotul din Tinăud, Boșca, Borodan Florian tot din Tinăud și profesorul pensionar, Todoca Ioan din Aleșd.  După evenimentele din decembrie 1989, C.A.P.-ul din Aleșd s-a desființat, locuitorii satului Tinăud primind pământ, animale și utilaje agricole proporțional cu cele deținute în momentul colectivizării.

## Obiective turistice
- Biserica „Sf.Dumitru", construită în 1658, este o veche ctitorie a lui Constantin Basarab Cârnu, fiind prima biserică ortodoxă de zid cunoscută de pe Valea Crișului Repede. Construcția inițială era pe plan triconic, o influență a arhitecturii balcanice bizantine in Transilvania. A fost însă reconstruită total în 1828, in stil baroc, și renovată în 1910. Încă se mai păstrează astăzi, în biserică, vechile icoane împărătești atribuite zugravului David din Pitești.

## Personalități
- Florian Bercea, profesor universitar, deputat
- La sfârșitul secolului al XVII-lea, satul Tinăud era amintit în legătură cu “Copistul Petru din Tinăud”, care a locuit între 1686-1688 în “Cristealic și Cosniciu”, în Sălaj, deoarece satul Tinăud era situat “în această vale bântuită sistematic de cătane”. De aceea, în locurile mai ferite din Sălaj, copistul Petru putea copia un Ceaslov-Octoih , lucru imposibil de realizat în satul său de baștină. Acesta era preot și protopop statornic în Tinăud, dar mai ales om de carte, fiind copist sau “scriitor de cărți”.  În anul 1969, Atanasie Popa a închinat chiar un articol aparte activității copistului. În 1959, Gabriel Ștrempel, a prezentat, după criterii bibliologice, manuscrisele lui Popa Pătru păstrate în Biblioteca Academiei Române din București, iar în 1985 și 1986.Astăzi, manuscrisele lui Popa Pătru din Tinăud sunt considerate valori ale Patrimoniului Cultural Național, prin vechimea și conținutul lor alăturându-se celor mai reprezentative monumente ale limbii și literaturii române vechi.

## Imagini

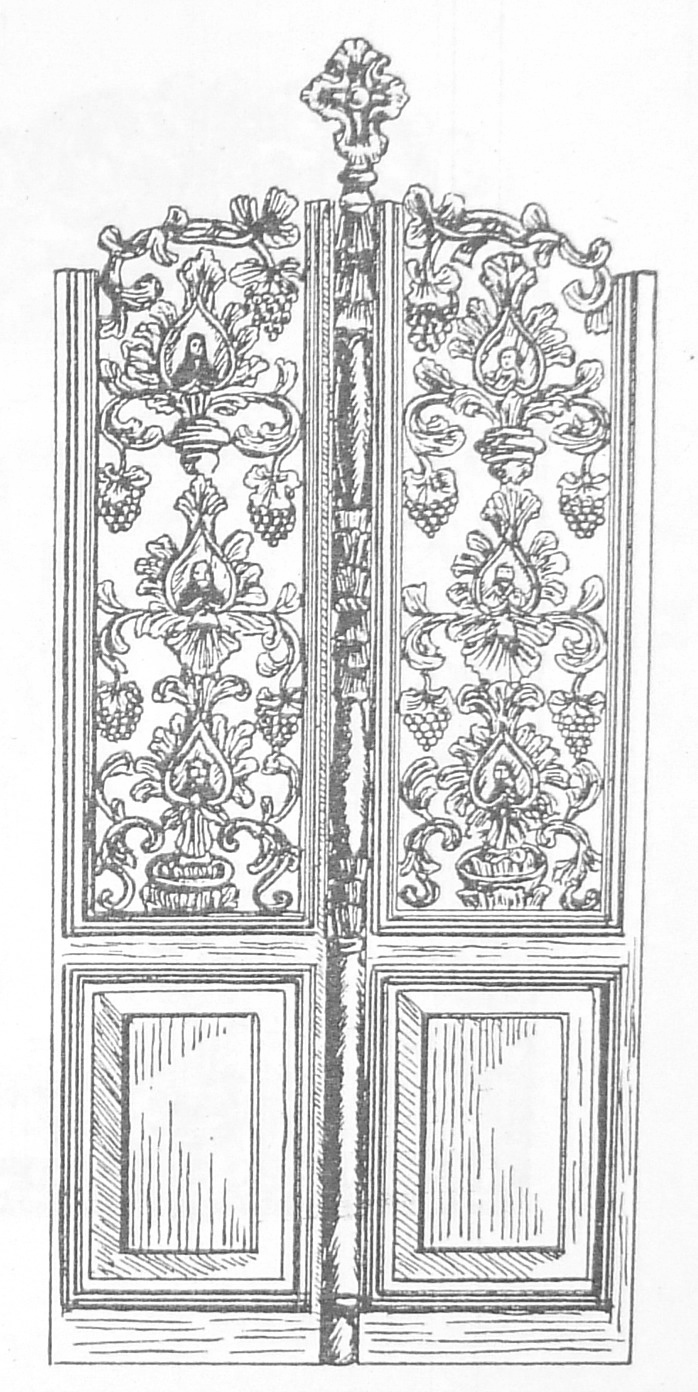
Ușile împărătești ale bisericii de lemn dispărute

 Acest articol despre o localitate din județul Bihor este deocamdată un ciot. Puteți ajuta Wikipedia prin completarea lui.